# MBig TV
MBig TV，是韓國MBC電視台因應新媒體環境的變化趨勢，專為移動裝置用戶打造的頻道，也是韓國電視台第一家為移動裝置用戶開設專用頻道。於2016年2月初開始正式營運，並且推出第一個企劃的網路綜藝節目《花美男Bromance》。
MBig TV的宗旨是「雖然是Mobile，卻可以為觀眾提供Big的趣味和價值，將現有的內容以特別的方式呈現」。不受限於電視節目的編列，擴大視覺，與年輕觀眾做更親密的溝通。

## 製作節目
- 《花美男Bromance》
- 《Hurricane Blue》
- 《超近距離偶像觀察日記》
- 《Lip Sync Battle》
- 《Oh My God! Tip》
- 《M本部 Hidden Stage》
- 《實話實說放開吃》